# Сражение при Лутосе

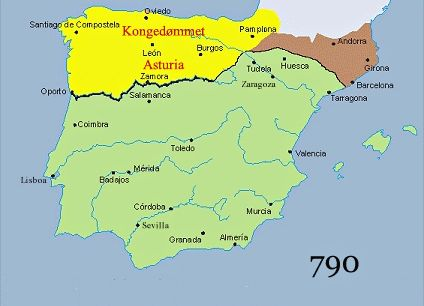
Пиренейский полуостров в конце VIII века

Сражение при Лутосе (битва при Лодосе; исп. batalla de Lutos) — состоявшееся в 794 году в местности Лутос сражение, в котором войско короля Астурии Альфонсо II нанесло поражению войску мавров под командованием Абд аль-Малика ибн Абд аль-Вахида ибн Мугита.

## Предыстория
Начиная с произошедшего в 710-х годах арабского завоевания Пиренейского полуострова, мавры и сохранившие свою независимость в горах Астурии христиане вели многочисленные войны друг с другом.
Особенно активизировались вторжения мавров в земли испанских христиан с начала 790-х годов: в 791 году мавры разорили Галисию и в битве на реке Бурбиа разгромили войско астурийцев под командованием Бермудо I, а в 792 году разграбили Алаву. Эти нападения заставили нового короля Альфонсо II перенести столицу Астурийского королевства из Правии в более безопасный по его мнению Овьедо.
По свидетельству Ибн Идари, в 794 году эмир Кордовы Хишам I организовал новый поход против Астурийского королевства. Он собрал две армии, которые поручил возглавить двум братьям, Абд аль-Кариму и Абд аль-Малику, сыновьям Абд аль-Вахида ибн Мугита.
Оба войска одновременно выступив из Кордовы, вторглись во владения короля Альфонсо II и, не встречая серьёзного сопротивления, разорили многие христианские области. Войско во главе с Абд аль-Каримом разграбило Алаву и Кастилию, захватив здесь богатую добычу, а мавры под командованием Абд аль-Малика атаковали Овьедо. Недавно ставший столицей Астурийского королевства город был захвачен и разорён: все построенные при короле Фруэле I Жестоком христианские храмы были разрушены, стены срыты, а не успевшие бежать жители пленены.

## Сражение
Однако возвращаясь в Кордовский эмират по тому же пути, по которому она вторглась в Астурийское королевство, армия мавров под командованием Абд аль-Малика ибн Абд аль-Вахида ибн Мугита столкнулась на перевале Пуэрто-де-ла-Меза с возглавлявшимся королём Альфонсо II войском. Христианам удалось завлечь арабов в засаду, устроенную в болотистой местности Лутос (возможно, находилась вблизи или селения Лос-Лодос в окрестностях Градо, или вблизи селения Льямас-дель-Моуро рядом с Кангас-дель-Нарсеа). Здесь дорога сужалась, пролегая между двумя высокими холмами, что лишило Абд аль-Малика возможности маневрировать его конницей. Астурийцы неожиданно для мавров атаковали их с возвышенностей, и в кровопролитном сражении уничтожили бо́льшую часть мусульманского войска. Среди погибших на поле боя был и сам Абд аль-Малик. Вся захваченная маврами добыча досталась королю Альфонсо II; христиане, захваченные в плен в Овьедо, были освобождены.
Позднейшие историки значительно преувеличили значимость победы астурийцев при Лутосе. Уже в «Хронике Альфонсо III» сообщалось, что, потери мавров, якобы, составили 70 000 человек, а во «Всемирной хронике» Луки Туйского число убитых мусульман определялось в 90 000 воинов. Другие авторы писали, что преследуя отступавших мусульман воины Альфонсо II дошли до реки Тахо и окрестностей Лиссабона. Как об одной из крупнейших побед астурийцев над маврами о сражении при Лутосе в своей «Истории арабов» писал Родриго Хименес де Рада. В действительности же, число погибших в сражении мавров средневековыми авторами было значительно преувеличено. Предполагается, что войско Альфонсо II могло состоять из 5000 человек, а войско мусульман из 6000; потери астурийцев могли составить 600 воинов, а убитых мавров было около 1600.

## Последствия
Несмотря на поражение в сражении при Лутосе, Хишам I уже в 795 году организовал новый поход в Астурийское королевства. Во время этого вторжения армия Кордовского эмирата трижды разбивала астурийцев в битвах — при Бабиасе, на реке Кирос и на реке Налон — и опять овладела столицей владений короля Альфонсо II, городом Овьедо.